# Bun B
Bun B, pseudonimo di Bernard James Freeman (New Orleans, 19 marzo 1973), è un rapper statunitense, che ha fatto parte del duo hip hop UGK costituito assieme a Pimp C.

## Biografia
Il rapper risiede a Houston dove è membro dell'etichetta discografica Rap-A-Lot Records, che si occupa prevalentemente di underground hip hop.
Bun B e Pimp C hanno formato la UGK nei tardi anni 1980 dopo la fine della loro precedente crew Four Black Ministers, fell apart. Fissata la propria base operativa a Port Arthur, in Texas, UGK si è segnata con la Jive Records e con l'album del 1992 Too Hard to Swallow ha iniziato la pubblicazione di una serie di dischi stile gangsta rap del sud, che hanno ottenuto in certo successo di vendite. Bun B ha formato il progetto Mddl Fngz nel 2000 ma l'attenzione principale è sempre stata legata alla UGK. Una brusca frenata nella vita del duo è stata provocata dalla condanna a 8 anni di prigione di Pimp C. Rimasto momentaneamente solo, Bun B ha partecipato a diversi altri singoli e dischi, pubblicando il mixtape Legends ed il suo album di debutto Trill nel 2005. Bun B ha anche partecipato alla colonna sonora del videogame AND1 Streetball con la traccia Hard in the Paint (featuring The Middle Fingaz).
Con il crescere dell'importanza del suono di Houston durante il 2005, Bun B si è imposto come uno degli artisti del sud con più apparizioni e collaborazioni in numerosi album di rapper non solo di Houston ma di buona parte del sud degli USA. Tra le altre vanno ricordate "3 Kings" di Slim Thug (a cui partecipa anche T.I.), They Don't Know di Paul Wall featuring Mike Jones, Gimme That di Webbie, e 23-Hr. Lockdown degliYing Yang Twins. Bun B and Pimp C hanno partecipato al brano singolo di Jay-Z intitolato Big Pimpin'. Bun B ha anche collaborarato al remix del singolo di Beyoncé del 2005 Check on It. Bun B ha inoltre lasciato il suo marchio in lavori di artisti hip hop esterni alla scena del Dirty South hip hop come The Naked Truth di Lil Kim (We Don't Give a Fuck) e The B.Coming di Beanie Sigel (Purple Rain). Il 4 dicembre 2007 l'amico e collega Pimp C fu trovato morto nella stanza di un hotel a Hollywood (Los Angeles), stroncato da un'overdose di farmaci.

## Discografia

### Album in studio
- 2005 – Trill
- 2008 – II Trill
- 2010 – Trill OG
- 2013 – Trill OG: The Epilogue
- 2018 – Return of the Trill
- 2019 – TrillStatik (con Statik Selektah)
- 2020 - Mo Trill (con Cory Mo)
- 2022 - TrillStatik 2 (con Statik Selektah)

### Mixtape
- 2005 – King of the Trill
- 2005 – Legends (con Mddl Fngz)
- 2005 – Whut It Dew (Vol. 2) (con Rapid Ric & Killa Kyleon)
- 2006 – Gangsta Grillz: The Legends Series (Vol. 1) (con DJ Drama & Mddl Fngz)
- 2006 – Texas Legends (con K-Sam)
- 2008 – Bun House (con DJ Rell)
- 2010 – No Mixtape

### EP
- 2019 - Bun B Day
- 2021 - Distant (con Le$)

### Singoli
- 2005 – Draped Up (featuring Lil' Keke)
- 2006 – Git It (featuring Ying Yang Twins)
- 2006 – Get Throwed (featuring Pimp C, Z-Ro, Young Jeezy & Jay-Z)
- 2008 - That's Gangsta (feat. Sean Kingston)
- 2008 - You're Everything (feat. Rick Ross, David Banner e 8Ball & MJG)
- 2010 - Countin' Money (feat. Yo Gotti e Gucci Mane)
- 2010 - Trillinaire (feat. T-Pain)
- 2010 - Just Like That (feat. Young Jeezy e Diamond)
- 2010 - Ridin' Slow (feat. Slim Thug e Play-N-Skillz)
- 2010 - Put It Down (feat. Drake)

Come artista ospite
- 2002 - Rep Yo City (E-40 feat. Petey Pablo, Bun B, 8Ball, e Lil Jon e The East Side Boyz)
- 2003 - Grippin' tha Grain (Bone Crusher feat. Bun B e Lil' Flip)
- 2005 - I'sa Playa (Pimp C feat. Bun B, Twista e Z-Ro)
- 2005 - 3 Kings (Slim Thug feat. T.I. e Bun B)
- 2005 - I Ain't Heard of That (Slim Thug feat. Pharrell Williams e Bun B)
- 2005 - They Don't Know (Paul Wall feat. Mike Jones e Bun B)
- 2005 - Give Me That (Webbie feat. Bun B)
- 2005 - Gangsta Party (Yo Gotti feat. 8Ball e Bun B)
- 2006 - What You Gonna Do (Natalie feat. Bun B)
- 2006 - Sister (The Scoundrels feat. Bun B)
- 2006 - Pourin' Up (Pimp C feat. Mike Jones e Bun B)
- 2006 - Can't Stop the Reign 2006 (DJ Kayslay feat. Shaq, Papoose e Bun B)
- 2007 - My 64 (Mike Jones feat. Snoop Dogg e Bun B)
- 2008 - Love for Money (Willie the Kid feat. Trey Songz, Gucci Mane, La the Darkman, Bun B, Flo Rida, Yung Loc)
- 2009 - My Swagg (Lil Issue feat. Bun B)
- 2009 - 24's (RichGirl feat. Bun B)
- 2009 - I'll Do It 2 Ya (E Smith feat. Bun B)
- 2009 - City Lights (Method Man & Redman feat. Bun B)
- 2009 - Trouble (Ginuwine feat. Bun B)
- 2009 - Do You Wanna Ride (J Kapone feat. Bun B e Ray J)
- 2010 - Can't Crash My Cool (Juice feat. Bun B)
- 2010 - Ride Till I Die (Young Tyson feat. Bun B)
- 2010 - Good Weather Music (T-Hud feat. Pimp C, Bun B e Static Major)
- 2010 - Strangers (Paranoid) (Talib Kweli e Hi-Tek feat. Bun B)
- 2010 - Oil Money (Freddie Gibbs feat. Chick Inglish, Chip tha Ripper, Bun B e Dan Auerbach)
- 2010 - Clokin' Lotsa Dollaz (GLC feat. Bun B e Sir Mix-a-Lot)
- 2010 - Been About Bread (Big Boss E feat. Slim Thug e Bun B)
- 2010 - What Up? (Pimp C feat. Drake e Bun B)
- 2011 - Race Against Time (Statik Selektah e Termanology feat. Bun B e Josh Xantus)
- 2011 - 100 MPH (Outlawz feat. Bun B e Lloyd)
- 2011 - Country Shit (remix) (Big K.R.I.T. feat. Ludacris e Bun B)
- 2011 - On the Corner (Smoker DZA feat. Bun B)
- 2011 - Pour It Up (Kidz in the Hall feat. David Banner e Bun B)
- 2011 - Parked Outside (Jackie Chain feat. Bun B e Big K.R.I.T.)
- 2011 - Money Is My Wife (Urban Mystic feat. Bun B, Jadakiss e Styles P)
- 2012 - Big Beast (Killer Mike feat. Bun B, T.I. e Trouble)
- 2012 - I'm Comin' Down (Yung Texxus e Tek Neek feat. Bun B)
- 2012 - Problems (Marcus Manchild feat. Bun B)
- 2012 - Happy Days (Statik Selektah e Termanology feat. Mac Miller, Bun B e Shawn Stockman)
- 2012 - Boom Shakalaka (Chip tha Ripper feat. Bun B)
- 2012 - I'm from Texas (Trae tha Truth feat. Paul Wall, Z-Ro, Slim Thug, Bun B e Kirko Bangz)
- 2012 - Cassette Deck (DJ Scream feat. Rick Ross, Slim Thug e Bun B)
- 2016 - Wedding Shells (Adil Omar feat. Bun B)
- 2016 - Texas Cups Cali Blunts (King Lil G feat. Bun B)
- 2017 - Captive of the Sun (Parquet Courts feat. Bun B)
- 2023 - Ms. Joyce (Smino feat. Bun B)

## Apparizioni
- Slim Thug - 3 Kings
- Slim Thug - I Ain't Heard Of That
- Juvenile - Rock Like That
- T.I. - Bezzle
- Webbie - Give Me That
- Young Buck - Thug In Da Club
- 50 Cent - As The World Turns
- Chamillionaire - Rollin
- 8 Ball & MJG - The Streets
- Birdman - Ghetto Life
- Scarface - Bitch Nigga
- Jay-Z - Big Pimpin
- Lil Keke - Chunk Up Da Deuce
- Termanology - How We Rock
- Do or Die - Hey Ma!
- MJG - Take No Shit
- B.G. - Retaliation
- Big Tymers - Playboy (Don't Hate Me)
- Lil Keke - Oh Buddy
- Yo Gotti - Gangsta Party
- Three 6 Mafia - Sippin on Syrup
- Beyoncé - Check on It
- Paul Wall - They Dont Know
- Paul Wall - Trill
- Lil Kim - We Don't Give a Fuck
- Lil Jon - Diamonds
- Lil Jon - Rep Yo City
- Lil Jon - "Grand Finale
- Gucci Mane - Black Tee
- Chamillionaire - Picture Perfect
- Ying Yang Twins - 23 Hour Lockdown
- Mike Jones - Know What I'm Sayin'
- Young Jeezy - Trap Or Die
- Chamillionaire - No Snitchin'
- Lil Flip - Game Over (Remix)'
- Linkin Park - Roads Untraveled (Bad Omen Remix feat. Bun B)
- Chamillionaire - I Know Ya Mad
- Chamillionaire - Won't Let You Down (Texas Takeover Remix)
- Slim Thug  - Welcome to Houston
- Gucci Mane - Kush Is My Cologne
- M.I.A. - Paper Planes (Remix)